# Parafia św. Michała Archanioła w Białohrudzie
Parafia św. Michała Archanioła w Białohrudzie – rzymskokatolicka parafia znajdująca się w diecezji grodzieńskiej, w dekanacie Lida, na Białorusi.

## Historia
Pierwszy kościół w Białohrudzie ufundował w 1609, po swojej konwersji z kalwinizmu, wojewoda mścisławski Jan Janowicz Zawisza. Świątynia ta była drewniana i nosiła obecne wezwanie. W kolejnych wiekach zbudowano jeszcze kilka kościołów, z których wszystkie były drewniane, m.in. powstały w 1703 z fundacji dziedzica Kulbaków Szemiota. Przy parafii działała szkoła, do 1832 prowadzona przez lidzkich pijarów oraz szpital fundacji księżnej Radziwiłłówny. W XIX w. w Białohrudzie powstała kaplica cmentarna. Ponadto parafia posiadała kaplice filialne w Olżewie Wielkim, Dajnowie, Daniewszczyźnie, Dzitwie Szemiotowskiej i Miadziewszczyźnie.
W latach 1903–1907 ze środków parafian zbudowano obecny kościół. W 1908 został on konsekrowany. W świątyni znajdują się elementy wyposażenia pochodzące z poprzednich kościołów, m.in. uważany za cudowny obraz Matki Bożej Miłosierdzia z ołtarza głównego, którego historia sięga co najmniej XVIII w.
W II Rzeczypospolitej wybudowano kaplice w Mochowiczach oraz rektoralną w Kurhanie, należącą do salezjanów. Parafia leżała wówczas w archidiecezji wileńskiej, w dekanacie Lida. Przed II wojną światową liczyła ponad 3600 wiernych.
W 1945 Białohruda znalazła się w granicach Związku Sowieckiego. Kościół funkcjonował przez cały okres komunizmu, nawet po aresztowaniu proboszcza ks. Stefana Horodko, gdy wierni oprawiali nabożeństwa bez duchownego. Na początku lat 60. proboszczem został ks. Kazimierz Szaniawski. W latach 70. XX w. kościół uzyskał status zabytku.

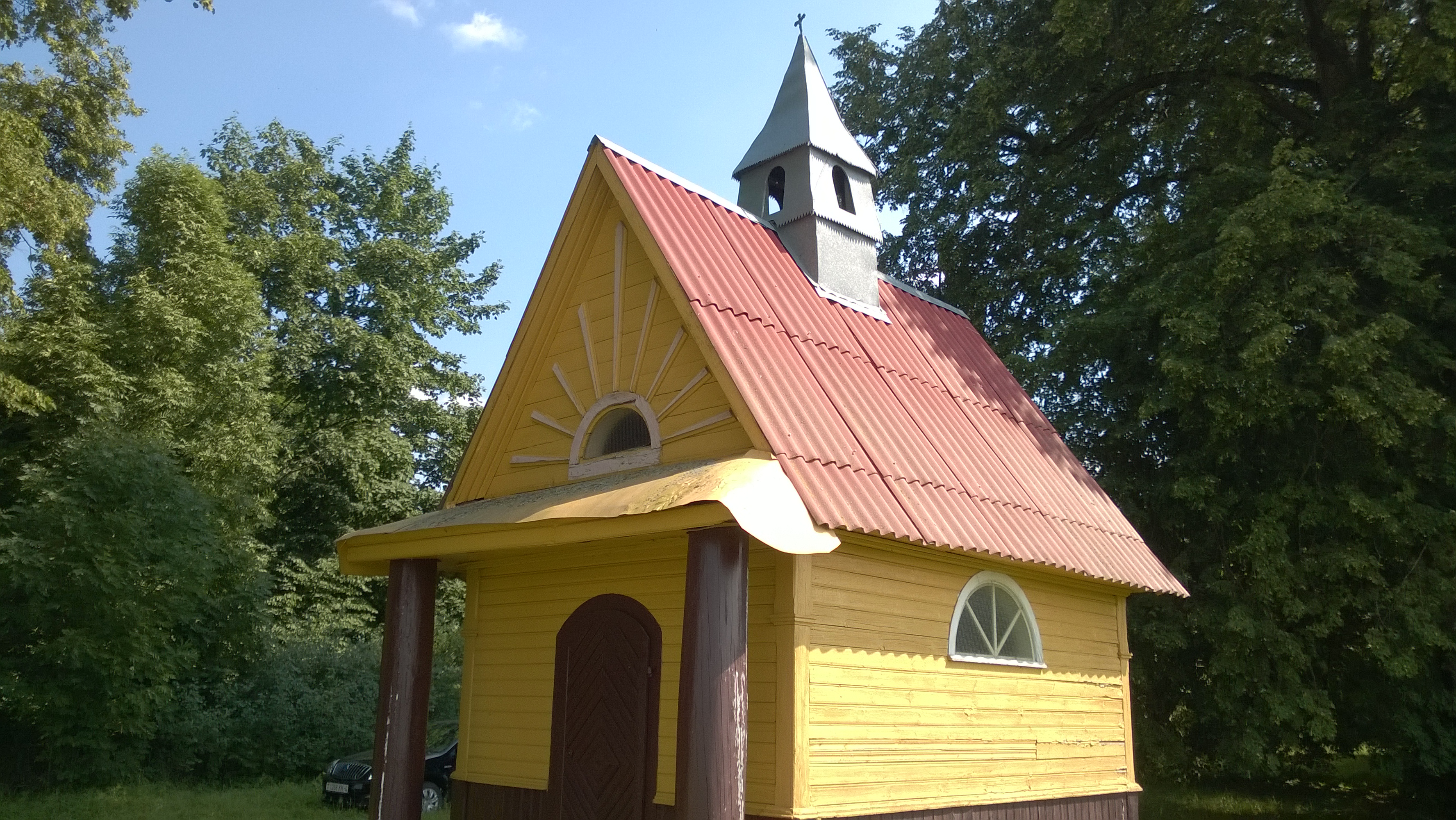
kaplica filialna w Mochowiczach
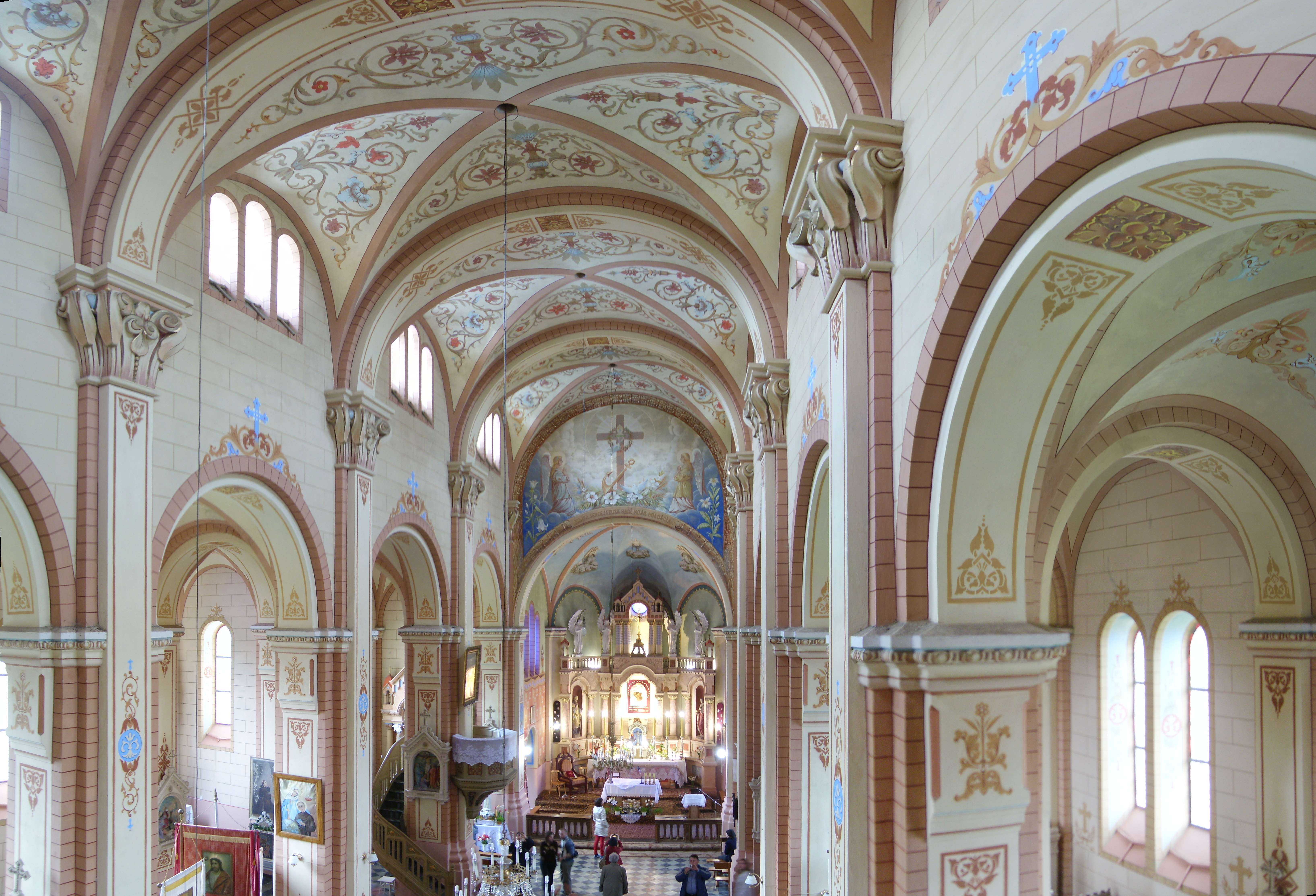
wnętrze kościoła parafialnego